# Tuyên truyền tại Cộng hòa Nhân dân Trung Hoa
Tuyên truyền tại Cộng hòa Nhân dân Trung Hoa (giản thể: 中华人民共和国宣传活动; phồn thể: 中華人民共和國宣傳活動; bính âm: Zhōnghuá rénmín gònghéguó xuānchuán huódòng) nói về cách thức chính quyền Cộng hòa Nhân dân Trung Hoa tuyên truyền có hệ thống để tác động lên tư tưởng của công chúng theo hướng có lợi cho chính quyền. Hệ thống tuyên truyền bao gồm kiểm soát các ý kiến trái chiều và khuếch chương các ý kiến ủng hộ trong dân chúng. Tuyên truyền được xem là một phần chức năng quan trọng của hoạt động chính quyền.
Trong lịch sử xa xưa của Trung Quốc, tuyên truyền đã được cho là một nhiệm vụ quan trọng. Tuy nhiên, hoạt động tuyên truyền càng mạnh mẽ khi Trung Quốc bước vào thế kỷ 20 với sự phát triển của truyền thông dưới sự kiểm soát của nhà nước. Thời kỳ Mao Trạch Đông cầm quyền là thời kỳ của những chiến dịch tuyên truyền rầm rộ để tận dụng sự ủng hộ của dân chúng với các chính sách của ông ta. Trung Quốc được xem là chính quyền đầu tiên áp dụng các kỹ thuật tuyên truyền hiện đại trên mọi mặt để tác động tới một dân số phần đông sống ở nông thôn.

## Lịch sử

### Thời kỳ Mao cầm quyền
Hệ thống tuyên truyền của Đảng Cộng sản Trung Quốc (ĐCSTQ) là một phần rất quan trọng trong toàn hệ thống kiểm duyệt của nó, có áp dụng nhiều cách thức tuyên truyền từ chế độ toàn trị như Xô Viết, Phát xít Đức và các chế độ khác. Tuyên truyền là một phần không thể thiếu trong kế hoạch "uốn nắn tư tưởng công chúng và huy động sự ủng hộ" theo kiểu Lê-nin-nít.
Tuyên truyền là hoạt động nổi bật thời kỳ Mao., và ĐCSTQ thực hiện rất nhiều cách thức "kiểm soát suy nghĩ" của công chúng như vận động các cuộc "đổi mới tư tưởng", hay học tập theo tấm gương đạo đức của các nhân vật anh hùng do Đảng dựng lên, tiến hành các chiến dịch vận động công chúng, thành lập các ban tuyên giáo và các cơ quan giám sát ý thức hệ trong quần chúng, kiểm soát chặt chẽ các trường học, tổ chức giáo dục và truyền thông, hay thường xuyên đưa người về các nơi diễn thuyết để uốn nắn tư tưởng người dân, cũng như nhiều cách thức tuyên truyền và kiểm soát khác. Trong khi thường xuyên tuyên truyền về một hình thái nhà nước hoàn hảo, điều này đã phát sinh ra các chiến dịch tìm và diệt kẻ thù giai cấp còn ẩn trong nhân dân, gây ra các cuộc đấu tố giai cấp."
Thông thường, định nghĩa về tuyên truyền và ý thức hệ ở TQ khác biệt rất nhiều so với cách định nghĩa của các chuyên gia truyền thông phương Tây. Các nhà hoạt động tuyên truyền TQ dùng mọi phương tiện có được để đẩy mạnh hoạt động tuyên truyền, như phim ảnh, giáo dục, nghiên cứu, in ấn, truyền thông, truyền hình, báo chí, bích chương cổ động, nghệ thuật hay đơn giản như truyền miệng các lời dạy của chủ tịch Mao, đặc biệt nhất là tổ chức các lớp học chính trị
Đài Truyền hình Trung ương Trung Quốc là cơ quan tuyên truyền truyền hình tích cực nhất cho Đảng, trong khi báo Nhân dân Nhật báo làm công tác tuyên truyền trên báo giấy. Thời kỳ Mao cầm quyền cũng là thời kỳ truyền thông hoạt động với chức năng chính là tuyên truyền. Các báo đài khác thường truyền đạt lại những tin tức chính trị của hai cơ quan truyền thông này. Các nghiên cứu chính trị thường dẫn nguồn từ các cơ quan truyền thông nhà nước. Mao áp dụng nguyên tắc Leni-nít, trong đó coi chức năng chính của truyền thông là công cụ tuyên truyền của Đảng và uốn nắn tư tưởng quần chúng.
Trong thời kỳ Cách mạng văn hóa, tuyên truyền là công cụ đóng vai trò trung tâm trong việc thánh hóa những lời của Mao Trạch Đông, điều khiển tư tưởng quần chúng và thực hiện các chiến dịch thanh trừng. Tuyên truyền cũng được dùng để xây dựng mối quan hệ với các nước cộng sản khác và công kích mạnh mẽ những người theo chủ nghĩa xét lại ở Liên Xô được cho là đã phản bội chủ nghĩa Marx-Lenin, cũng như tạo dựng bức tranh xấu xa về đế quốc Mỹ và các nước tư bản.
Theo nhà nghiên cứu Barbara Mittler, cách thức tuyên truyền Mao cộng để lại nhiều di chứng bạo lực trong nhiều người Trung Quốc. Ngày nay, ĐCS TQ không còn sử dụng cách tuyên truyền kiểu Mao để quyến dụ quần chúng nữa, mà thường chỉ xuất hiện chủ yếu trong kịch diễn.

### Thời kỳ hiện đại

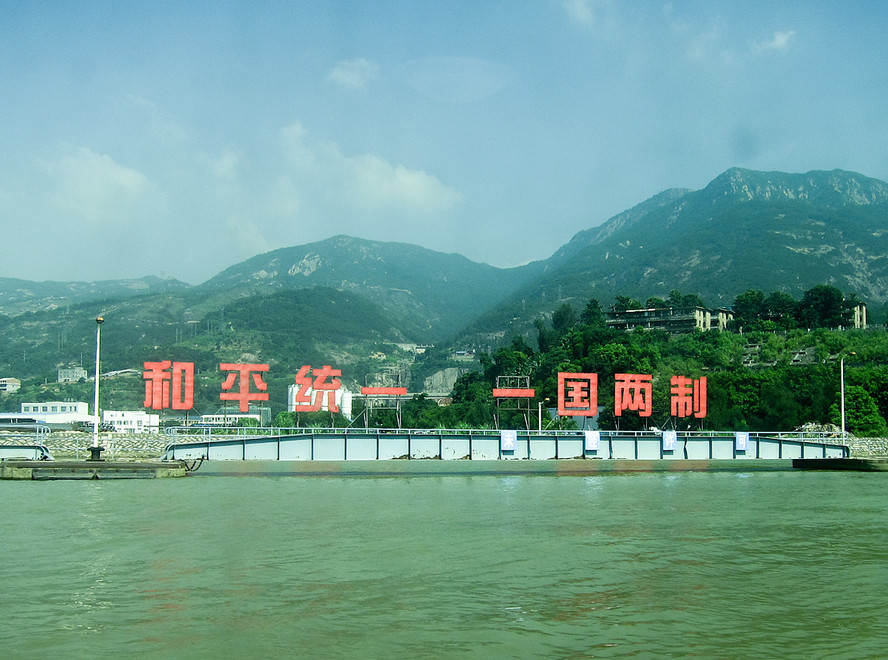
Dòng chữ tuyên truyền hướng về Đài Loan nói: "Hòa bình thống nhất, Nhất quốc lưỡng chế"

Sau khi Mao chết năm 1976, tuyên truyền được dùng để công kích Tứ nhân bang và quy hậu quả của Cách mạng văn hóa về cho nhóm này. Thời kỳ cải cách kinh tế, Đặng Tiểu Bình phát động chiến dịch tuyên truyền để thúc đẩy "chủ nghĩa xã hội mang màu sắc Trung Quốc".
Sự kiện Thiên An Môn 1989 đã cho nhiều đảng viên cộng sản lão thành nhận ra rằng hệ thống tuyên truyền đã đi quá xa, và ĐCS TQ bắt đầu tái cấu trúc lại ý thức hệ và hệ thống tuyên truyền.
Anne-Marie Brady, giáo sư khoa học chính trị, đại học Canterbury, viết rằng tuyên truyền và kiểm soát tư tưởng là "huyết mạch" của ĐCS TQ thời hậu 1989, và là một trong các cách thức chủ chốt giúp Đảng đảm bảo tính chính danh cầm quyền.
Những năm 1990, các phương tiện thông tin liên lạc hiện đại cũng như các khái niệm mới về quan hệ công chúng được du nhập vào hệ thống tuyên truyền của Trung Quốc.
Hai học giả Kurlantzick và Link cho rằng bằng việc thúc đẩy tăng trưởng kinh tế và kích động chủ nghĩa dân tộc, Đảng CS TQ đã thành công trong việc hiện đại hóa hình thức cai trị độc tài để duy trì kiểm soát chính trị. Theo họ, giới doanh nhân ở Trung Quốc hưởng lợi lớn từ tăng trưởng kinh tế nên dễ dãi chấp nhận cách thức kiểm soát toàn trị của ĐCSTQ, miễn sao tận dụng được lợi ích từ nó và tiếp tục làm giàu. Tuy nhiên, các học giả trên cũng cho biết phong trào bất đồng chính kiến vẫn hoạt động mạnh, đặc biệt ở vùng nông thôn, và ngày càng có nhiều người nhận thức rõ hơn về các quyền công dân được quy định rõ ràng trong Hiến pháp. Một khảo sát năm 2007 cho thấy 70% người dân Trung Quốc được hỏi cho rằng tầng lớp giàu có mới nổi là đáng kinh bỉ và đồi bại.